# Insineratehymn
Insineratehymn – piąty album studyjny amerykańskiej grupy deathmetalowej Deicide. Wydawnictwo ukazało się 27 czerwca 2000 roku nakładem wytwórni Roadrunner Records.
Według danych z kwietnia 2002 album sprzedał się w nakładzie 26,939 egzemplarzy na terenie Stanów Zjednoczonych.

## Lista utworów
Opracowano na podstawie materiału źródłowego.
1. "Bible Basher" (muzyka: Deicide; słowa: Benton) – 2:23
2. "Forever Hate You" (muzyka: Deicide; słowa: Benton) – 3:08
3. "Standing in the Flames" (muzyka: Deicide; słowa: Benton) – 3:32
4. "Remnant of a Hopeless Path" (muzyka: Deicide; słowa: Benton) – 2:58
5. "The Gift That Keeps on Giving" (muzyka: Deicide; słowa: Benton) – 3:02
6. "Halls of Warship" (muzyka: Deicide; słowa: Benton) – 3:03
7. "Suffer Again" (muzyka: Deicide; słowa: Benton) – 2:18
8. "Worst Enemy" (muzyka: Deicide; słowa: Benton) – 2:47
9. "Apocalyptic Fear" (muzyka: Deicide; słowa: Benton) – 3:21
10. "Refusal of Penance" (muzyka: Deicide; słowa: Benton) – 4:34

## Twórcy
Opracowano na podstawie materiału źródłowego.

- Glen Benton – gitara basowa, wokal prowadzący
- Eric Hoffman – gitara rytmiczna, gitara prowadząca
- Brian Hoffman – gitara rytmiczna, gitara prowadząca
- Steve Asheim – perkusja
- Jim Morris – inżynieria dźwięku, miksowanie
- Glenn Orenstein – okładka, oprawa graficzna